# 하포 막스

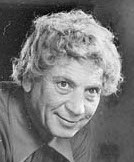

하포 막스(Adolph Marx, 1888년 11월 23일 ~ 1964년 9월 28일)는 미국의 각본가, 영화배우, 무언극, 텔레비전 배우, 연극 배우이다.
뉴욕에서 태어났으며 로스앤젤레스에서 사망하였다. 사인은 심근 경색이다.

## 영화
- 러브 해피 (1949년)
- 카사블랑카에서의 하룻밤 (1946년)
- 스테이지 도어 캔틴 (1943년)
- 빅 스토어 (1941년)
- 고 웨스트 (1940년)
- 서커스에서 (1939년)
- 룸 서비스 (1938년)
- 경마장의 하루 (1937년)
- 오페라의 밤 (1935년)
- 식은 죽 먹기 (1933년)
- 풋볼 대소동 (1932년)
- 몽키 비지니스 (1931년)
- 파티 대소동 (1930년)
- 코코넛 대소동 (1929년)